# MOMS Club
A MOMS Club egy önsegítő, támogató csoport otthon lévő anyák számára. A MOMS a Moms Offering Moms Support (magyarul: anyák támogatást biztosítanak egymásnak) rövidítése . 

## Története
A MOMS Club-ot 1983-ban alapította Mary James, egy kaliforniai kétgyermekes anya. Kimerülten az otthoni munkától és egyedülléttől, más otthon lévő anyákkal szeretett volna kapcsolatba lépni a térségében. A gyermekei számára is szeretett volna játszótársakat találni. Amikor felfedezte, hogy nincs olyan szervezet, amelynek tagjai napközben találkoznak, és céljuk, hogy az anyáknak és a gyermekeiknek közös élményeket biztosítsanak, úgy döntött, hogy saját szervezetet indít. A kezdeti csoportjának sikere alapján a MOMS Club az egész Egyesült Államokban elterjedt. Ma több mint 2000 amerikai csoportja van, és ezen felül nemzetközi csoportok is. 

## Tevékenységek
Bár a tevékenységek csoportonként változnak, a legtöbb klub a következőket kínálja: havi találkozók, játszócsoportok, anyák éjszakai találkozása, üdülések, kirándulások, közösségi önfejlesztő események és projektek közösségek szolgálatában. 

## Fordítás
Ez a szócikk részben vagy egészben  a   MOMS Club című angol Wikipédia-szócikk ezen változatának fordításán alapul.  Az eredeti cikk szerkesztőit annak laptörténete sorolja fel. Ez a jelzés csupán a megfogalmazás eredetét és a szerzői jogokat jelzi, nem szolgál a cikkben szereplő információk forrásmegjelöléseként.